# Federazione cestistica del Giappone
La Federazione cestistica del Giappone (日本バスケットボール協会?, Nihon Basukettobōru kyōkai) è l'ente che controlla e organizza la pallacanestro in Giappone.
Fondata nel 1930, ha sede a Tokyo. È affiliata alla Federazione Internazionale Pallacanestro e alla FIBA Asia dal 1936. L'attuale presidente è Taru Aso.

## Tornei
Questi sono i più importanti tornei organizzati dalla federazione:
- bj league
- JBL Super League
- Women's Japan Basketball League
- All Japan Basketball Championships
- Kirin Cup
- JOMO Winter Cup